# Día Mundial para la Prevención del Suicidio
El Día Mundial para la Prevención del Suicidio  es una jornada que se conmemora anualmente el 10 de septiembre desde 2003, establecido ese mismo año por la Organización Mundial de la Salud.

## Proclamación
El Día Mundial para la Prevención del Suicidio fue establecido el 10 de septiembre de 2003 por la Asociación Internacional para la Prevención del Suicidio (IASP) en colaboración con la Organización Mundial de la Salud (OMS). El objetivo de esta proclamación es destacar la gravedad del problema del suicidio y promover acciones basadas en evidencias para su prevención.

## Celebración
Este día se celebra anualmente el 10 de septiembre, la fecha fue elegida para concentrar la atención en el problema del suicidio a nivel mundial, reducir el estigma asociado y aumentar la conciencia entre organizaciones, gobiernos y el público en general. Desde su primera celebración en 2003, cada año se ha continuado conmemorando este día con diversas actividades y campañas de sensibilización.

## Temas
- 2003: Suicide can be Prevented,[4] ('El suicidio puede prevenirse')
- 2004: Saving Lives, Restoring Hope,[5] ('Salvando vidas, restaurando esperanzas')
- 2005: Prevention of Suicide is Everybody's Business,[6] ('La prevención del suicidio es asunto de todos')
- 2006: With Understanding New Hope,[7]  ('Con comprensión, nueva esperanza')
- 2007: Suicide prevention across the Life Span,[8] ('Prevención del suicidio en toda la vida')
- 2008: Think Globally, Plan Nationally, Act Locally,[9] ('Pensar globalmente. Planear nacionalmente. Actuar localmente')
- 2009: Suicide Prevention in Different Cultures,[10] ('La prevención del suicidio en las diferentes culturas')
- 2010: Families, Community Systems and Suicide,[11] ('Familias, sistemas comunitarios y suicidio')
- 2011: Preventing Suicide in Multicultural Societies,[12] ('Previniendo el suicidio en sociedades multiculturales')
- 2013: Stigma: A Major Barrier to Suicide Prevention,[13] ('Prejuicio: una barrera importante para la prevención del suicidio')
- 2014: Light a candle near a Window,[14] ('Encender una vela cerca de una ventana')
- 2015: Tender la mano y salvar vidas [15]
- 2016: Connect, Communicate, Care,[16] ('Conectar. Comunicar. Cuidar')
- 2017: Take a Minute, Change a Life,[17]('Tómate un minuto, cambia una vida')
- 2018-2020: Working Together to Prevent Suicide,[18][19][20] ('Trabajando Juntos para la prevención del suicidio')
- 2021-2023: "Creating Hope Through Action,[21] ('Crear esperanza a través de la acción')[22][23]

## Celebraciones Nacionales

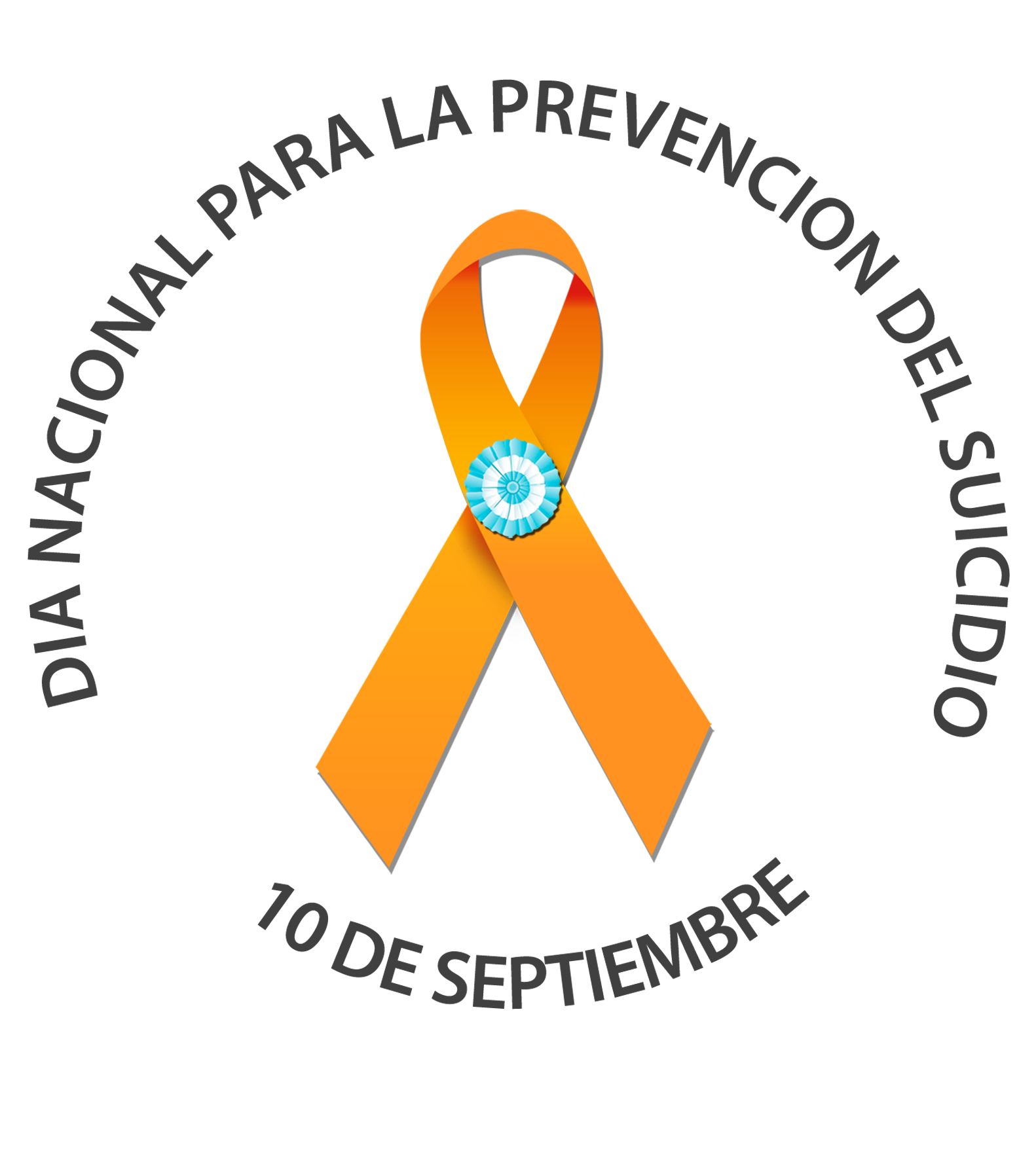
Cinta Naranja con la Insignia de Argentina Central Identifica la Prevención del Suicidio en este País

### Argentina
Durante 2010, el equipo de profesionales del Programa de Prevención, Atención y Posvención del Suicidio puso en marcha un plan estratégico trienal para promover el posicionamiento a nivel nacional de la problemática del suicidio en niños y jóvenes. Se iniciaron las actividades con un relevamiento de los trabajos realizados en la República Argentina, y luego del análisis de estos, se consideró primordial comprometer al Estado desde los niveles parlamentarios para iniciar un camino de instalación de la temática de las agendas públicas. Es así que se construye el proyecto de declaración '10 de septiembre Día Nacional de la Prevención del Suicidio', que fue gestionado en el parlamento Nacional por la Diputada María Eugenia Bernal, por la Provincia de Jujuy. A partir de ese momento, cada año se celebra este día en concordancia con el Día Mundial. En Argentina se tomó como emblema el Lazo Naranja.